# Elaphognathia wolffi
Elaphognathia wolffi is een pissebed uit de familie Gnathiidae. De wetenschappelijke naam van de soort is voor het eerst geldig gepubliceerd in 1989 door Mueller.